# Бонтадини, Франко
Франко Бонтадини (итал. Franco Bontadini, 7 января 1893, Милан, Италия — 27 января 1943, Милан, Италия) — итальянский футболист, игравший на позиции полузащитника. Прежде всего известный по выступлениям за клуб «Интернационале», а также национальную сборную Италии.

## Клубная карьера
Воспитанник футбольной школы клуба «Аузония». Взрослую футбольную карьеру начал в 1909 году в основной команде того же клуба и провёл один сезон.
В течение 1910—1911 годов защищал цвета команды клуба «Милан».
В 1911 году перешёл в клуб «Интернационале», за который отыграл 9 сезонов. В составе «Интера» был одним из главных бомбардиров команды, имея среднюю результативность на уровне 0,6 гола за игру первенства. За это время завоевал титул чемпиона Италии. Завершил профессиональную карьеру футболиста выступлениями за команду «Интернационале» в 1920 году.
Умер 27 января 1943 года на 51-м году жизни в городе Милан.

## Выступления за сборную
В 1912 году дебютировал в официальных матчах в составе национальной сборной Италии. В течение карьеры в национальной команде, которая длилась всего 1 год, провёл в форме главной команды страны 4 матча и забил 2 гола. В составе сборной был участником футбольного турнира на Олимпийских играх 1912 года в Стокгольме.

## Титулы и достижения
- Чемпион Италии (1): «Интернационале»:  1919/1920